# Atanarjuat
Atanarjuat är en kanadensisk film från 2001, av och med inuiter, baserad på en hundratals år gammal inuitlegend.

## Rollista
- Natar Ungalaaq – Atanarjuat
- Sylvia Ivalu – Atuat
- Peter-Henry Arnatsiaq – Oki
- Lucy Tulugarjuk – Puja
- Madeline Ivalu – Panikpak
- Eugene Ipkarnak – Sauri